# Dubadown
Dubadown är ett svenskt reggaeband från Göteborg som bildades 2001.

## Diskografi
- 2004 – Dubadown
- 2005 – Killing Us
- 2002 – Spread The Word (demo)

## Medlemmar
- Apan (Freddy Ape) – gitarr
- Fox (Fox Benton) – gitarr
- Winston (Winston Samson) – basgitarr
- Kungen (Kung Lur) – saxofon
- Lesley (Lesley Morris) – keyboard
- Maurice (Maurice Less) – trummor
- Lasso – omslagsdesign
- Yonis (Younis Qanoonis) – sång
- Lips – trumpet